# Steve Pieczenik
Steve R. Pieczenik (7 de diciembre de 1943) es un autor, editor, teórico de la conspiración, psiquiatra y antiguo consultor del Departamento de Estado de Estados Unidos.

## Primeros años y educación
Pieczenik nació en La Habana, Cuba, el 7 de diciembre de 1943, de padres ruso-polacos y se crio en Francia. Su padre, un médico de Dombrovicz que estudió y trabajó en Toulouse (Francia), huyó de Polonia antes de la Segunda Guerra Mundial. Su madre, una judía rusa de Białystok (Polonia), huyó de Europa después de que muchos de sus familiares fueran asesinados. La pareja se conoció en Portugal, donde ambos habían huido antes de los invasores nazis. Tras vivir seis años en Toulouse, la familia de Pieczenik emigró a Estados Unidos, donde se instaló en la zona de Harlem, en Nueva York. Pieczenik tenía 8 años cuando sus padres recibieron el visado de entrada a Estados Unidos. Domina cinco idiomas, entre ellos el ruso, el español y el francés.
A los 16 años, Pieczenik recibió una beca completa en la Universidad de Cornell. Se licenció en premedicina y psicología en Cornell en 1964, y posteriormente se doctoró en el Centro Médico Weill Cornell. Se doctoró en relaciones internacionales en el MIT mientras estudiaba en la Facultad de Medicina de Harvard. Pieczenik afirma ser el primer psiquiatra que se doctora en relaciones internacionales. Durante su residencia de psiquiatría en Harvard, recibió el premio Harry E. Solomon por su artículo "La jerarquía de los mecanismos de defensa del ego en la toma de decisiones de política exterior".
Un artículo de Pieczenik, "Psychological dimensions of international dependency", aparece en el American Journal of Psychiatry, Vol 132(4), Apr 1975, 428-431.

## Servicio civil
Pieczenik fue subsecretario de Estado adjunto con Henry Kissinger, Cyrus Vance y James Baker. Trabajó en las administraciones presidenciales de Gerald Ford, Jimmy Carter, Ronald Reagan y George H. W. Bush como subsecretario adjunto.
En 1974, Pieczenik se incorporó al Departamento de Estado de los Estados Unidos como asesor para ayudar en la reestructuración de su Oficina para la Prevención del Terrorismo. En 1976, fue nombrado Subsecretario de Estado adjunto para la gestión.
En el Departamento de Estado, Pieczenik trabajó como "especialista en toma de rehenes". Se le atribuye el mérito de haber ideado estrategias y tácticas de negociación exitosas utilizadas en varias situaciones de rehenes de gran repercusión, como la situación de los rehenes del vuelo 355 de TWA en 1976 y el secuestro del hijo del presidente de Chipre en 1977.
Pieczenik se utilizó a menudo como fuente de información para la prensa sobre el estado mental de los rehenes en la Crisis de los rehenes en Irán después de que fueran liberados. Trabajó "codo con codo" con el jefe de policía Maurice J. Cullinane en el centro de mando del alcalde Walter Washington durante el asedio de Hanafi de 1977.
En 1978, Pieczenik fue enviado especial del presidente Carter a Italia para ayudar en la búsqueda del primer ministro italiano Aldo Moro. Como gestor de crisis internacionales y negociador de rehenes en el Departamento de Estado, Pieczenik fue enviado a Italia el 16 de marzo de 1978, el día en que Moro fue secuestrado, y participó en las negociaciones para su liberación. Formó parte de un "comité de crisis" dirigido por Francesco Cossiga, ministro del Interior. Moro estuvo retenido durante 54 días. Pieczenik dijo que el comité se puso en marcha por el temor de que Moro revelara secretos de Estado en un intento de liberarse. La viuda de Moro, Eleonora, dijo más tarde que Henry Kissinger había advertido a su marido contra su estrategia de Compromiso histórico. "Lo pagarás muy caro", se dice que le dijo. Se filtró una declaración falsa atribuida a las Brigadas Rojas en la que se decía que Moro había muerto. Pieczenik afirmó que esto tenía un doble propósito: preparar a la opinión pública italiana para lo peor, y hacer saber a las Brigadas Rojas que el Estado no negociaría por Moro y lo consideraba ya muerto. Moro fue fusilado y colocado en la parte trasera de un coche en el centro de Roma, a medio camino entre las sedes del Partido Comunista y de la Democracia Cristiana. En un documental, Cossiga admitió que el comité había tomado la decisión de publicar la declaración falsa. Pieczenik dijo que Moro había sido "sacrificado" por la "estabilidad" de Italia.
El 17 de septiembre de 1978 se firmaron los Acuerdos de Camp David. Pieczenik afirma haber estado presente en las negociaciones secretas de Camp David que condujeron a la firma de los Acuerdos, elaborando estrategias y tácticas basadas en la dinámica psicopolítica.
En 1979, dimitió como subsecretario de Estado por la gestión de la crisis de los rehenes iraníes.

## Carrera después del servicio civil
A principios de la década de 1980, Pieczenik escribió un artículo para The Washington Post en el que afirmaba haber escuchado a un alto funcionario estadounidense del Centro de Operaciones del Departamento de Estado dar permiso para el ataque que provocó la muerte del embajador estadounidense Adolph Dubs en Kabul, Afganistán, en 1979.
Pieczenik afirma haber conocido bien al presidente sirio Háfez al-Ásad durante sus 20 años en el Departamento de Estado.
En 1982, Pieczenik fue mencionado en un artículo de The New York Times como "un psiquiatra que ha tratado a empleados de la C.I.A.". Pieczenik ha estado afiliado a título profesional como psiquiatra al Instituto Nacional de Salud Mental.
En 2001, Pieczenik trabajó como director ejecutivo de Strategic Intelligence Associates, una empresa de consultoría. Hasta el 6 de octubre de 2012, Pieczenik figuraba como miembro del Consejo de Relaciones Exteriores (CFR). Según Internet Archive, su nombre fue eliminado de la lista del CFR en algún momento entre el 6 de octubre y el 18 de noviembre de 2012. Ya no aparece públicamente como miembro del CFR. Pieczenik ha sido consultor del United States Institute of Peace y de la RAND Corporation. Pieczenik también ha dado conferencias en la Universidad de Defensa Nacional.

## Empresas de escritura
Pieczenik ha hecho varias incursiones en la ficción, como autor y como socio de Tom Clancy en varias series de novelas. Es coautor del libro Divide and Conquer. Pieczenik figura en la lista de créditos como cocreador de Tom Clancy's Op-Center y Tom Clancy's Net Force, dos series de novelas superventas, como resultado de una relación comercial con Tom Clancy. No participó directamente en la redacción de los libros de estas series, sino que "reunió a un equipo" que incluía al escritor fantasma que sí era autor de las novelas, y a alguien que se encargaba del "embalaje" de las mismas. Solo la serie Op-Center había generado más de 28 millones de dólares de beneficios netos para la sociedad en 2003. También se le atribuye, bajo el seudónimo de Alexander Court, la autoría de las novelas Active Measures (2001) y Active Pursuit (2002).
Pieczenik ha publicado al menos dos artículos en el American Intelligence Journal, una revista revisada por expertos y publicada por la National Military Intelligence Association.
Pieczenik es coautor de un artículo con John Neustadt que apareció en el número de julio de 2008 de Molecular Nutrition & Food Research.

## Controversias
En 1992, Pieczenik declaró al Newsday que, en su opinión profesional, el presidente George H. W. Bush estaba "clínicamente deprimido". Como resultado, fue acusado de ética ante la Asociación Americana de Psiquiatría y amonestado. Posteriormente abandonó la APA.
El papel que desempeñó en las negociaciones para lograr la liberación de Aldo Moro está cargado de polémica porque después de varias décadas declaró: «implementé una manipulación estratégica que llevó a la muerte de Aldo Moro».

### Alex Jones
Pieczenik ha hecho varias apariciones en InfoWars, el programa de radio insignia de Alex Jones, donde ha hecho varias declaraciones no probadas; afirmó repetidamente que la Masacre de la Escuela Primaria de Sandy Hook fue una operación de "falsa bandera" y que los ataques del 11 de septiembre fueron realizados por agentes de la CIA. Después de las elecciones presidenciales de Estados Unidos de 2020, Pieczenik apareció en InfoWars afirmando que la administración de Trump permitió al Partido Demócrata realizar un fraude electoral como una "operación encubierta" facilitada por un "código de encriptación QFS blockchain" en cada papeleta.